# 誠信
诚信是指诚实的做法，并表现出对道德、伦理原则和价值观在思想和行动上的一贯和不妥协的坚持。「誠」是誠實，「信」是有責任心、信用。相反的，無誠信者是偽君子或真小人。有關誠信，在古今各地都有談及，包括倫理學、宗教、專業操守、人事管理及政治學《君王論》。誠信的一些面向，被認為屬於普世價值，一些人則指出，「誠信」的定義可能因文化而有所不同。
權術及相關的算計、心機等，被認為是站在誠信的對立面，如《宋史‧徐誼傳》就提到徐誼曾上奏說：「上古三代以上的聖王，他們有的是至高的誠信，而不用權術。因此若把誠信推到最高，就可以讓品德達到與天齊平的程度。」
對於誠信，受眾對之有較高要求，包括律師、會計師、教師、牧師、銀行家、公眾人物、政治家等，信用能轉換成金流的職業。誠信在法學上的具體表現就是誠實信用原則，簡稱誠信原則。

## 延伸阅读
[在维基数据编辑]
 《欽定古今圖書集成·理學彙編·學行典·信部》，出自陈梦雷《古今圖書集成》